# Tinodes parvus
Tinodes parvus là một loài Trichoptera trong họ Psychomyiidae. Chúng phân bố ở miền Tân bắc.